# Benjamín Urdiain
Benjamín Urdiain Mendoza (Ciordia, Navarra, 1939-Madrid, 14 de agosto de 2023) fue un cocinero español. Conocido por ser el primer chef español en conseguir tres estrellas Michelín, en el restaurante Zalacaín (Madrid).

## Biografía
Benjamín nació en la localidad navarra de Ciordia en 1939. Era el menor de diez hermanos. Hijo de labradores, a los diecisiete años se trasladó a San Sebastián, donde trabajó en diversos restaurantes de la parte vieja. Continuó formándose en Francia: Biarritz, Bayona, Pau y París. En la capital francesa trabajó en las cocinas de la Plaza Athénée. En 1972, regresó a España, para trabajar como jefe salsero en el restaurante bilbaíno Artagán, donde le fueron a buscar el matrimonio compuesto por el navarro Jesús Oyarbide y Consuelo Apalategui.
Los Oyarbide acababan de abrir en Madrid, el 15 de enero de 1973, un restaurante de alta cocina, llamado Zalacaín. El nombre respondía a la afición de Jesús por la obra de Pío Baroja. En poco tiempo, Zalacaín se convirtió en referencia gastronómica y punto de encuentro de la sociedad madrileña. El matrimonio fichó a Benjamín Urdiain como jefe de cocina de Zalacaín. Allí permaneció 33 años (1972-2005). En Madrid, los Oyarbide llevaron a la alta cocina el recetario clásico español, incorporando los primeros tartares de pescado. Benjamín interpretó los deseos de los Oyarbide y así fueron naciendo una serie de platos que forman parte de la historia viva de la gastronomía española: el bacalao Tellagorri, versión del popular ajoarriero; el ravioli de setas, trufas y foie; el filete tártaro, las patatas suflé, o el pequeño búcaro don Pío —con consomé gelée, huevos de codorniz y caviar—. En 1987, fue el primer restaurante español en recibir la tercera estrella Michelín. En aquel momento sólo había 27 restaurantes en Europa con esa distinción.
En Zalacaín, Benjamín Urdiain dio de comer a diversos Jefes de Estado de todo el mundo y a otros tantos famosos: la emperatriz iraní Farah Pahlaví, la soprano greco-estadounidense María Callas, el artista español Salvador Dalí, o los actores: Marlon Brando, Jean-Paul Belmondo, Jeanne Moreau, Anthony Quinn, o Gregory Peck entre otros.
Tras su jubilación, Benjamín asesoró a varios restaurantes madrileños y brasileños; y dio clases de cocina de manera altruista para colaborar con Cáritas España.
Falleció en Madrid, a los 84 años, el 14 de agosto de 2023.

## Publicación
Benjamín Urdiain escribió junto a Custodio López el libro 33 años en Zalacaín, Primer Tres Estrellas de España, Madrid, 2009, 192 pp., Alianza Ediorial, ISBN: 978-8420677828. 

## Premios y reconocimientos
Entre otros, recibió las siguientes distinciones:
- Premio Nacional de Gastronomía (2002).
- Gran Premio a la memoria y gratitud (2002), otorgado en Lyon, por la Academia Internacional de Gastronomía.
- Premio de Gastronomía de la Comunidad de Madrid en la categoría de Toda una vida (2017).
- Hijo predilecto de Ciordia (1995)
- Presidente de honor de la Asociación de Cocineros y Reposteros de la Comunidad de Madrid